# برسية أرجوانية
برسية أرجوانية (الاسم العلمي:Gnaphalium purpureum) هي نوع من النباتات تتبع جنس البرسية من الفصيلة النجمية.